# Travis Rettenmaier
Travis Rettenmaier (Los Angeles, 6 agosto 1983) è un ex tennista statunitense.

## Carriera
In carriera ha vinto un titolo di doppio, il Serbia Open nel 2010, in coppia con il messicano Santiago González. Nei tornei del Grande Slam ha ottenuto il suo miglior risultato raggiungendo il terzo turno nel doppio all'Open di Francia nel 2010.

## Statistiche

### Doppio

#### Vittorie (1)
| Numero | Anno          | Torneo                | Superficie  | Compagno          | Avversari in finale               | Punteggio |
| 1.     | 9 maggio 2010 | Serbia Open, Belgrado | Terra rossa | Santiago González | Tomasz Bednarek Mateusz Kowalczyk | 7-6, 6-1  |

#### Finali perse (1)
| Numero | Anno           | Torneo                                     | Superficie | Compagno          | Avversari in finale         | Punteggio |
| 1.     | 11 luglio 2010 | Hall of Fame Tennis Championships, Newport | Erba       | Santiago González | Carsten Ball Chris Guccione | 3-6, 4-6  |